# Makhasib
Makhasib és un grup de roques deshabitat de l'emirat d'Abu Dhabi (Emirats Àrabs Units) al nord de l'illa de Kafai o Al-Qaffay (a uns 15 km) i a 250 km al nord-oest d'Abu Dhabi (ciutat).
És el punt més llunyà de la ciutat dins territori de l'emirat. Es tracta de roques arenoses amb dipòsits de closques d'ostra, que és de propietat privada i sense accés públic. L'aigua i qualsevol subministrament ha de ser portada de l'exterior. Hi viuen dos parelles d'àligues pescadores (Pandion haliaetus) i un nombre més gran d'ocells especialment Sterna saundersi. No hi ha restes arqueològics.